# Penej (Peloponez)
Penej (grčki: Πηνειός), zvan i  Pinej, rijeka je na Peloponezu u Grčkoj. Najvjerojatnije je dobila ime po bogu Peneju. Rijeka teče od svog izvora u planini Erimantus u pravcu zapada, prema uviru u Jonsko more, u koje se ulijeva jugozapadno od naselja Gastouni.

## Zemljopisne odlike
Rijeka teče južnim polovicom ravnice Elida, kroz mjesta i naselja; Agia Triada, Simopul, Kentro, Elida, Roupaki, Agia Mavra, Kavasila, Vartolomio i Gastouni.
Godine 1960. grčka je vlada na rijeci dala izgraditi veliku zemljanu Branu Penej (Φράγμα Πηνειού, Fragma Pineiou), s ciljem izgradnje velikog akumulacijskog jezera - Technisti Limni Pineiou, uglavnom za snabdijevanje pitkom vodom stanovništva sjevernog dijela prefekture Elide. Izgradnjom ovog umjetnog jezera potopljeni su stari putevi između naselja Gastouni i Simopol, kao i onog između Borsija i Simopola. Sada je promet između tih mjesta moguć jedino preko brane. Voda iz ove akumulacije nije baš dobra i pouzdana za piće, jer sadrži mnoga onečišćenja.
Penej rijetko presuši, ali njegove pritoke često tijekom sušnih ljeta nemaju vode. Za ljetnih sušnih mjeseci od umjetnog jezera prema moru nema nikakvog vodotoka.
U antička vremena rijeka Penej imala je sasvim drugačiji tok, tekla je istočno od Stafidokamposa, pa potom uz Andravidu, Lehenu i močvaru pored naselja Agios Panteleimonas, koja je danas isušena.

## Rijeka Penej u mitologiji
U grčkoj mitologiji, rijeke Penej i Alfej bile su one dvije rijeke čije je tokove skrenuo Heraklo da očisti Augijine staje u jednom danu i tako izvrši peti od dvanaest zadataka koje je mu je zadao kralj Euristej.